# Kela Khera
Kela Khera es un pueblo y  nagar Panchayat situado en el distrito de Udham Singh Nagar,  en el estado de Uttarakhand (India). Su población es de 10929 habitantes (2011). 

## Demografía
Según el censo de 2011 la población de Kela Khera era de 10929 habitantes, de los cuales 5615 eran hombres y 5314 eran mujeres. Kela Khera tiene una tasa media de alfabetización del 51,94%, inferior a la media estatal del 60,79%: la alfabetización masculina es del 83,73%, y la alfabetización femenina del 42,58%.